# كاليب راند بيل
كاليب راند بيل (بالإنجليزية: Caleb Rand Bill)‏ هو سياسي كندي، ولد في 9 يناير 1806، وتوفي في 1 فبراير 1872. انتخب عضو مجلس الشيوخ الكندي وانتخب عضو مجلس نواب نوفا سكوتيا.